# Akjab
Akjab je mesto in pristanišče v jugovzhodni Burmi, ki se nahaja ob izlivu reke Kaladan.
Akjab je glavno burmansko pristanišče ob Bengalskem zalivu za izvoz riža, pomembna strateška točka z več vojaškimi letališči in ladjedelnica.
Mesto ima 183.000 prebivalcev.